# Paspalum guaricense
Paspalum guaricense är en gräsart som beskrevs av Jason Richard Swallen. Paspalum guaricense ingår i släktet tvillinghirser, och familjen gräs. Inga underarter finns listade i Catalogue of Life.